# Унгуріу (комуна)
Унгуріу (рум. Unguriu) — комуна у повіті Бузеу в Румунії. До складу комуни входять такі села (дані про населення за 2002 рік):
- Ожаска
- Унгуріу (2440 осіб) — адміністративний центр комуни

Комуна розташована на відстані 102 км на північний схід від Бухареста, 21 км на північний захід від Бузеу, 111 км на захід від Галаца, 89 км на південний схід від Брашова.

## Населення
У 2009 року у комуні проживали 2447 осіб.